# Warner Channel
A Warner Channel (ou chamada apenas de Warner, Estilizada como WBTV) é uma rede de televisão por assinatura que é transmitida na América Latina e no Sudeste da Ásia pertencente a Warner Bros. Entertainment.
Até 2015 a maior parte de sua programação tinha o áudio original em Inglês com legendas em Espanhol (para a América Latina), possuindo também poucos programas dublados.
Porém desde o dia 4 de maio de 2015, o canal decidiu colocar toda a sua programação com opções de áudio dublado e original, com ou sem legendas.
Os seriados exibidos no canal são principalmente da The CW, Fox, ABC, NBC, CBS e Adult Swim. O acervo de filmes inclui produções da própria Warner Bros. como também da Walt Disney Studios (até 2019), Sony Pictures e Universal Studios, e reúne as principais séries das produtoras Warner Bros. Television e da CBS Television Studios dos Estados Unidos. A Warner Channel possui sedes no Brasil, Venezuela, Chile, Singapura e Malásia. No Brasil, várias séries exibidas anteriormente e atualmente são: Supernatural, Forever, The Big Bang Theory, Friends,  Two and a Half Men, Mike & Molly, 2 Broke Girls, The Middle, Mom, Um Anjo dos Infernos, Arrow, The Flash, Supergirl, Gotham, Legends of Tomorrow, Os Mistérios de Laura e Riverdale.
De maio de 2020 até o final de 2021, o Warner Channel transmitiu o bloco de animações para adultos [adult swim], que, inicialmente, incluía as séries Rick and Morty, Final Space, Frango Robô e Aqua Teen Hunger Force. Em abril de 2022, começou a ser exibido o Wanime, bloco de animes do canal, com a exibição de Dragon Ball Super, Bleach (até Julho de 2022), Death Note, Hanyō no Yashahime, Naruto e Boruto: Naruto Next Generations. Em 6 de novembro de 2023, o bloco começou a exibir os animes Dragon Ball Z e Os Cavaleiros do Zodíaco.

## Estrutura na América Latina
- Zona 1: México (Inclui a Rep. Dominicana,o Panamá e América Central)
- Zona 2: Argentina (Inclui Paraguai e Uruguai)
- Zona 3: Venezuela (Inclui o Caribe)
- Zona 4: Brasil
- Zona 5: Peru e Chile (Inclui Rep. Dominicana, Panamá, América Central e restante do continente)
- Zona 6: Colômbia

## Alta definição
Em 1 de dezembro de 2010 o canal foi lançado em HD juntamente com os canais Sony HD e History HD na América Latina. Inicialmente o canal em alta definição estava previsto para estrear em 2011 mas foi adiantado.

## Séries
O canal Warner Channel (também conhecido simplesmente como Warner) é famoso por exibir as séries de maior sucesso nos Estados Unidos. Ele é responsável por exibir, com exclusividade no país, as séries dos canais The CW, Fox, ABC, NBC e CBS.